# MKKS Gorzów Wielkopolski
KS G'Power Gorzów Wielkopolski – polski klub kajakarski z siedzibą w Gorzowie Wielkopolskim. Kontynuator tradycji powołanej w 1957 roku sekcji kajakarskiej KS Znicz. Klub został założony w 1994 roku przez małżeński duet trenerski – Krystynę i Piotra Głażewskich, jako Międzyszkolny Kajakowy Klub Sportowy Gorzów Wielkopolski.

## Osiągnięcia
Medale kajakarzy G'Power (dawniej MKKS) w latach 1994–2021:
| Ranga imprezy                  | Ilość medali |
| ------------------------------ | ------------ |
| Igrzyska olimpijskie           | 2            |
| Mistrzostwa świata             | 16           |
| Mistrzostwa Europy             | 17           |
| Młodzieżowe mistrzostwa świata | 2            |
| Mistrzostwa świata juniorów    | 12           |
| Młodzieżowe mistrzostwa Europy | 8            |
| Mistrzostwa Europy juniorów    | 13           |
| Mistrzostwa Polski seniorów    | 83           |